# André Lefèvre
André Lefèvre (Párizs, 1869. június 17. – Párizs, 1929. október 5.) francia politikus, az első világháborút követően Franciaország hadügyminisztere volt.

## Élete
André Lefèvre 1869. június 17-én született Párizsban egy vasúti mérnök gyermekeként. Tanulmányait a Chaptal Gimnáziumban, majd a bányaügyi iskolában végezte. 1895-ben Alfred Naquet titkáraként bekerült a sorbonne-i kerületi önkormányzatba. 1907-ben a Párizsi Városi Önkormányzat, majd a Szajna Megyei Önkormányzat elnökévé választották. 1910 és 1924 között Aix-en-Provence képviselője volt, republikánus-szocialista jelöltként. 1910 végén, Aristide Briand felkérésére három hónapon keresztül ellátta a pénzügyi államtitkár-helyettesi tisztséget. Az első világháborúban másodosztályú katonai mérnökké nevezték ki és robbanóanyagok, valamint lőszer gyártásával foglalkozott. 1920-ban Alexandre Millerand kormányának hadügyminiszterévé nevezték ki. Ezt követően a képviselőház alelnöke lett. 1929. október 5-én hunyt el Párizsban.